# جهاز وريدي جهازي
الجهاز الوريدي الجهازي يمثّل مجموعة من الأوردة التي تقوم بتصريف الدم إلى البطين الأيمن، بدون أن يعبر خلال مجموعتين وعائيتين، حيث تنشأ الأوردة من مجموعة من الشعيرات الدموية وتصل مباشرة إلى الجزء الأيمن للقلب دون أن تمر بمجموعة أخرى من الشعيرات الدموية.
مصطلح الجهاز الوريدي الجهازي يستخدم عادةً للتفريق بينه وبين الأوردة التي تقوم بتصريف الجهاز الوريدي الرئوي، والأوردة التي تقوم بتصريف الدم من الجهاز الهضمي عن طريق الدوران البابي
الأوردة الكبيرة التي تعتبر جزءًا من الجهاز الوريدي الجهازي هي:
- وريد أجوف علوي
- وريد أجوف سفلي